# Ecaterina Stahl-Iencic

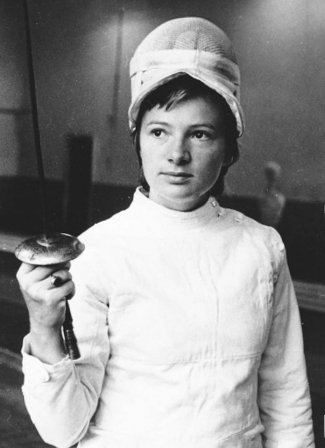
Ecaterina Stahl

Ecaterina Clara Stahl, geb. Iencic, (* 31. Juli 1946 in Satu Mare; † 26. November 2009 ebenda) war eine rumänische Florettfechterin und Weltmeisterin.

## Erfolge
Bei den Olympischen Spielen 1964 in Tokio belegte Stahl-Iencic mit der Florett-Mannschaft den fünften Platz.
1965 gewann sie bei den Weltmeisterschaften Silber mit der Mannschaft, 1967 holte sie Bronze mit der Mannschaft.
Bei den Olympischen Spielen 1968 gewann ihre Mannschaft die Bronzemedaille.
1970 erfocht sie bei den Weltmeisterschaften Silber mit der Mannschaft.
Bei den Olympischen Spielen 1972 wurde es erneut Bronze mit der Mannschaft.
Ebenfalls Bronze gewann sie mit der Mannschaft bei den Weltmeisterschaften 1973, 1974 und 1975.
Sie nahm an den Olympischen Spielen 1976 teil, erreichte jedoch keine Medaille.
Bei den Fechtweltmeisterschaften 1977 erfocht sie wieder Bronze.
Bei ihrer letzten Teilnahme an Olympischen Spielen 1980 belegte Stahl-Iencic im Einzel den vierten Platz und mit der Mannschaft den neunten Platz.

## Leben
1967 heiratete sie den Journalisten István Stahl. Sie ist die Mutter der späteren Florettfechterin Cristina Stahl. 1984 beendete sie den aktiven Fechtsport und wurde Trainerin in Satu Mare, wo sie unter anderem Rita König und ihre Tochter unterrichtete.